# Бетоніт

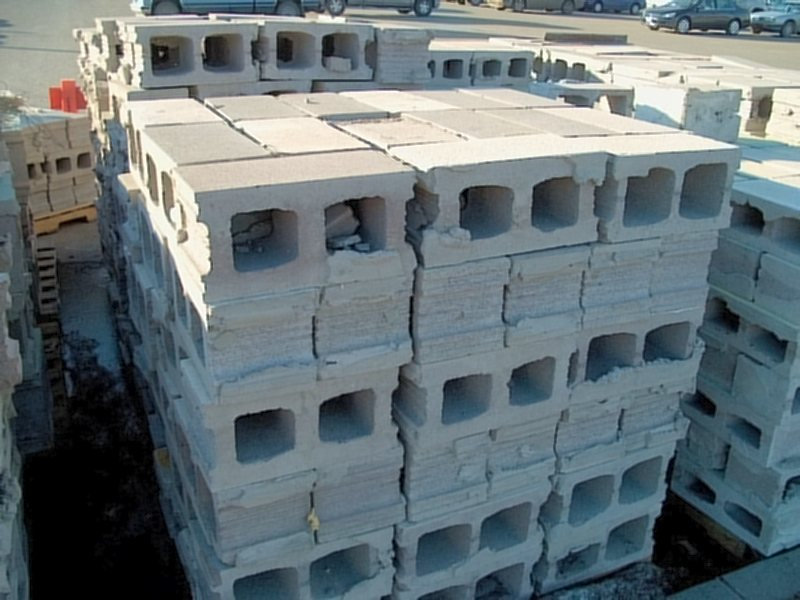
Бетонітові блоки як будівельний матеріал

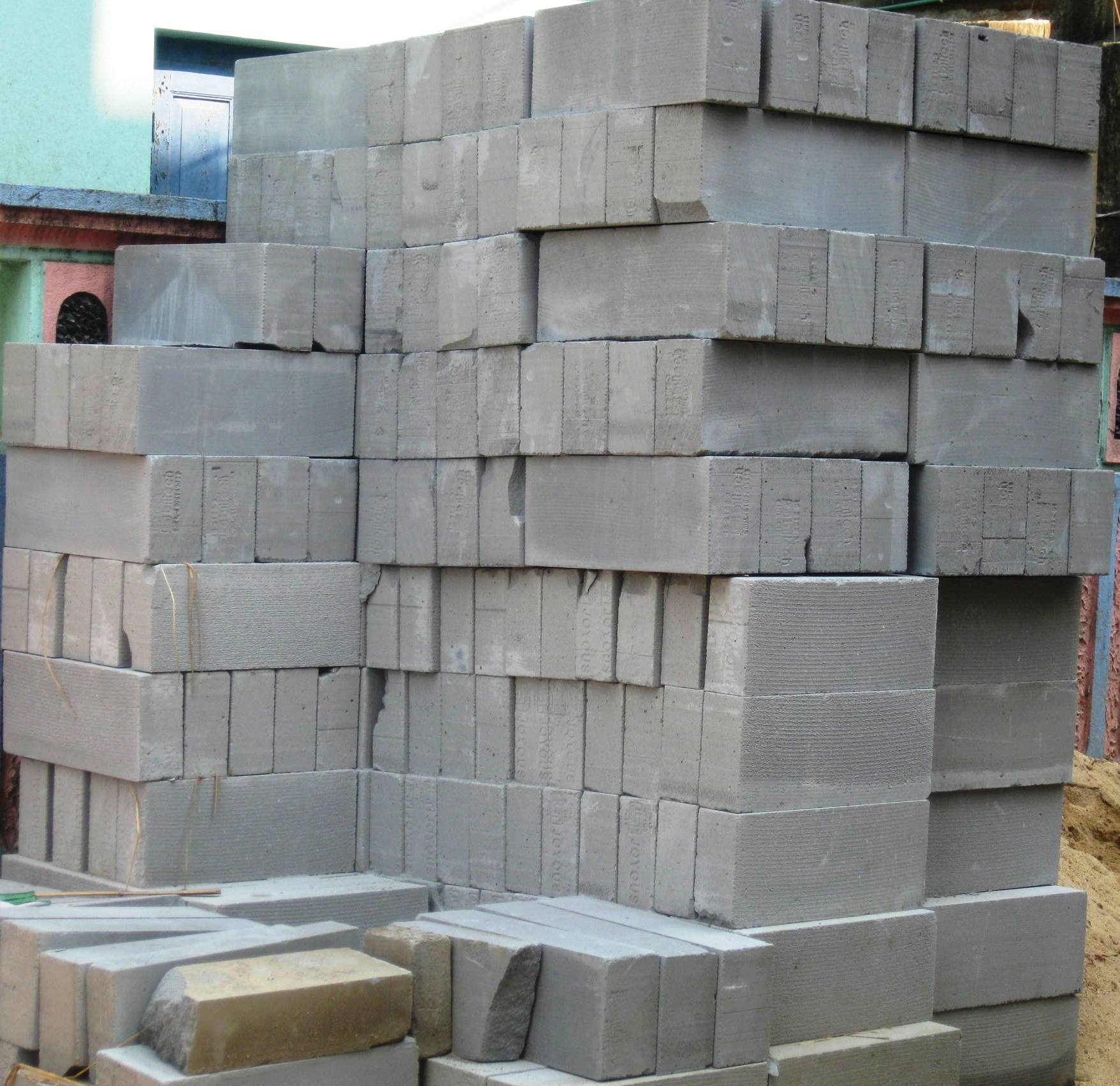
Бетонні кладочні блоки

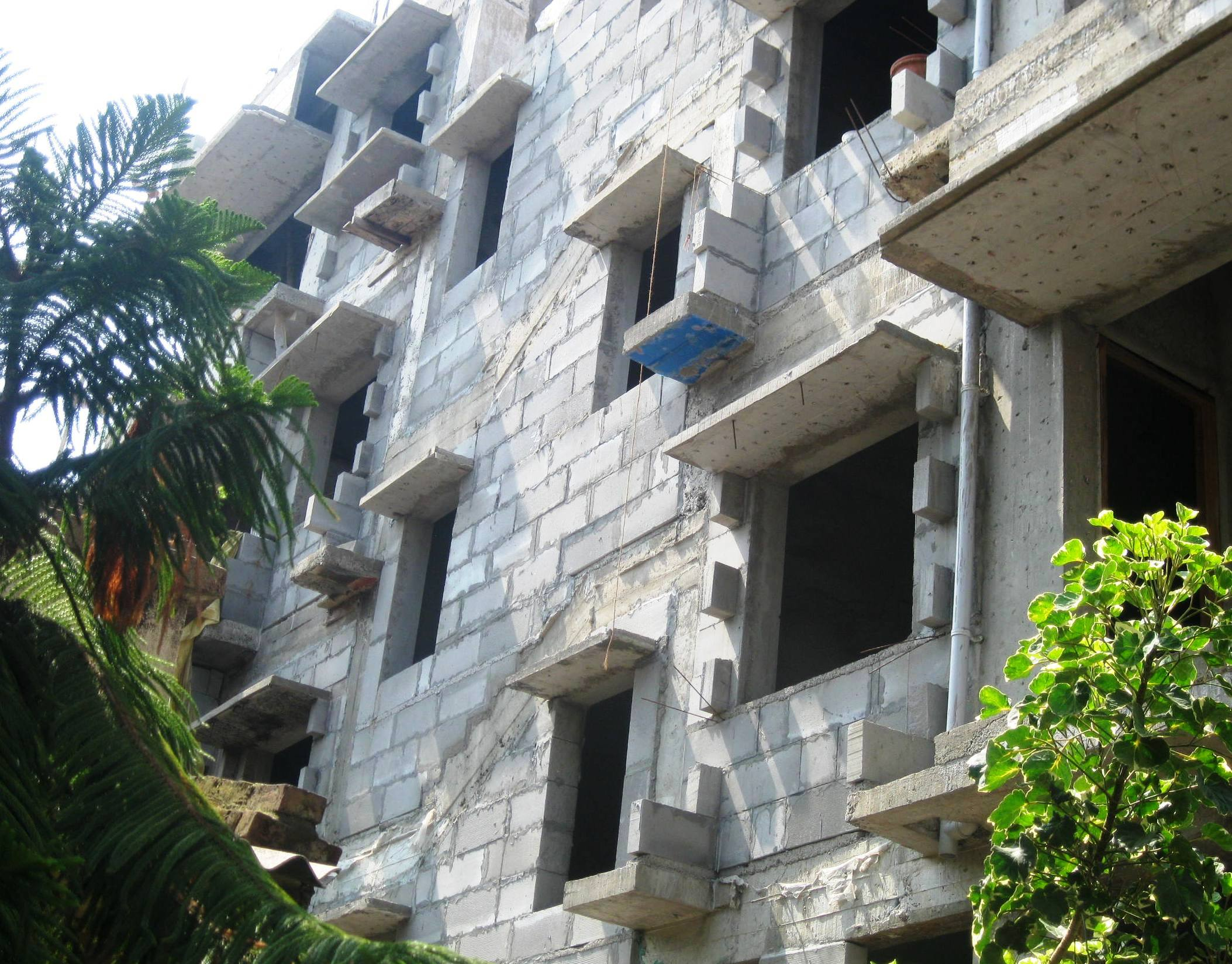
Будівля, побудована з бетонних кладочних блоків.

Бетоні́т, також шлакоблок (рос. бетонит, англ. concrete block, precast concrete segment; нім. Betonit, Betonformstein) — будівельний блок, зроблений з пресованого бетону з додавання шлаку чи інших дрібних твердих фрагментів. 

## Кріплення бетонітове
З бетоніту виробляють суцільне гірниче кріплення (кільцеве або аркове), зібране з окремих каменів. Зазвичай елемент бетонітового кріплення гірничої виробки, являє собою бетонний камінь прямокутної форми масою до 45 кг.